# Forn de guix Granja Vilanova de Pujol
El Forn de guix Granja Vilanova de Pujol és una obra de Baix Pallars (Pallars Sobirà) inclosa a l'Inventari del Patrimoni Arquitectònic de Catalunya.

## Descripció
Només s'observa part dels dos murs de pedra laterals disposats de forma triangular que probablement formaven part del frontal. A la part inferior es conserva part de la boca del forn, amb un arc de mig punt construït de pedra seca de la mateixa manera que els murs laterals. A la part superior també es conserva part del capell i sortida de fum, atapeïda per vegetació.